# Palacio Municipal (Montevideo)
El Palacio Municipal es la sede del Intendencia Departamental de Montevideo, órgano ejecutivo del departamento de Montevideo (Uruguay). Se ubica sobre Avenida 18 de Julio en el barrio Cordón.

## Historia

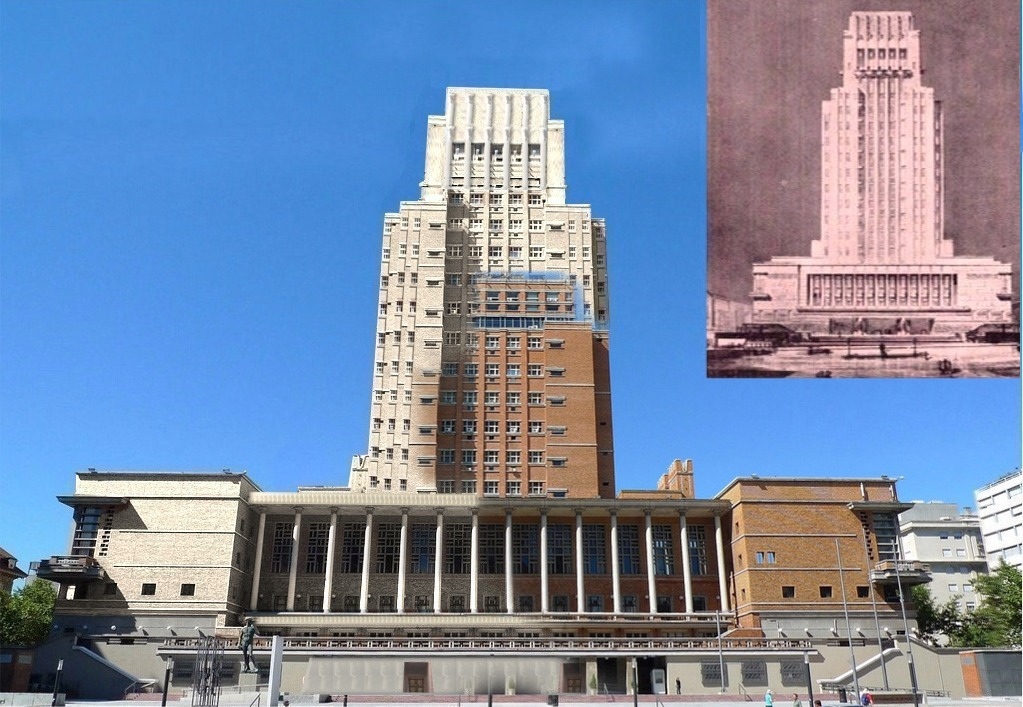
Recreación virtual del proyecto original de Cravotto.

En los años treinta se llamó a concurso para la construcción de un edificio para albergar a los entonces órganos ejecutivos y legislativos de Montevideo;  el Consejo de Administración y la Asamblea Representativa. El mismo debía ser construido en el antiguo predio del Cementerio Inglés, espacio adquirido desde hacía varios años por el estado, en el que originalmente se pensaba construir un edificio para albergar al Poder Ejecutivo y el Judicial, dos de los tres poderes del Estado.

Construcción del Palacio Municipal

La obra del Palacio Municipal comenzó en 1935 y estuvo a cargo del arquitecto Mauricio Cravotto. Fue habilitado el 16 de julio de 1944, aunque la construcción difiere del modelo original de Cravotto, ya que en el proyecto del arquitecto la torre principal medía 114 metros, lo que lo habría convertido en el edificio más alto de Montevideo. Sin embargo, por razones financieras y mediante resolución del Intendente Municipal, solo se levantaron 77,65 metros de altura, por lo que quedó en segundo lugar después del Palacio Salvo. 
Debido a los beneficios de su ubicación, sobre la Cuchilla Grande, el edificio puede apreciarse desde varios puntos del departamento.

Colocación de la piedra fundamental del Palacio Municipal.

Construcción del Atrio Municipal

Si bien el edificio ya había sido habilitado, e incluso fue sede del V Congreso Panamericano de Arquitectura, aún estaba inconcluso: faltaba el revestimiento exterior de ladrillo, la construcción de las alas laterales, el atrio, las explanadas y el garaje subterráneo, los cuales comenzaron a ser construidos a mediados de los años cuarenta.
En 1958 con la culminación de las obras de la Explanada Municipal, se traslada la copia de El David de Miguel Ángel Buonarotti. 
La obra del Palacio Municipal finalmente es concretada en los años setenta, con la inauguración del atrio municipal y otras dependencias, así como el revestimiento de la torre. Quedando así, el aspecto actual del Palacio.

## Salones

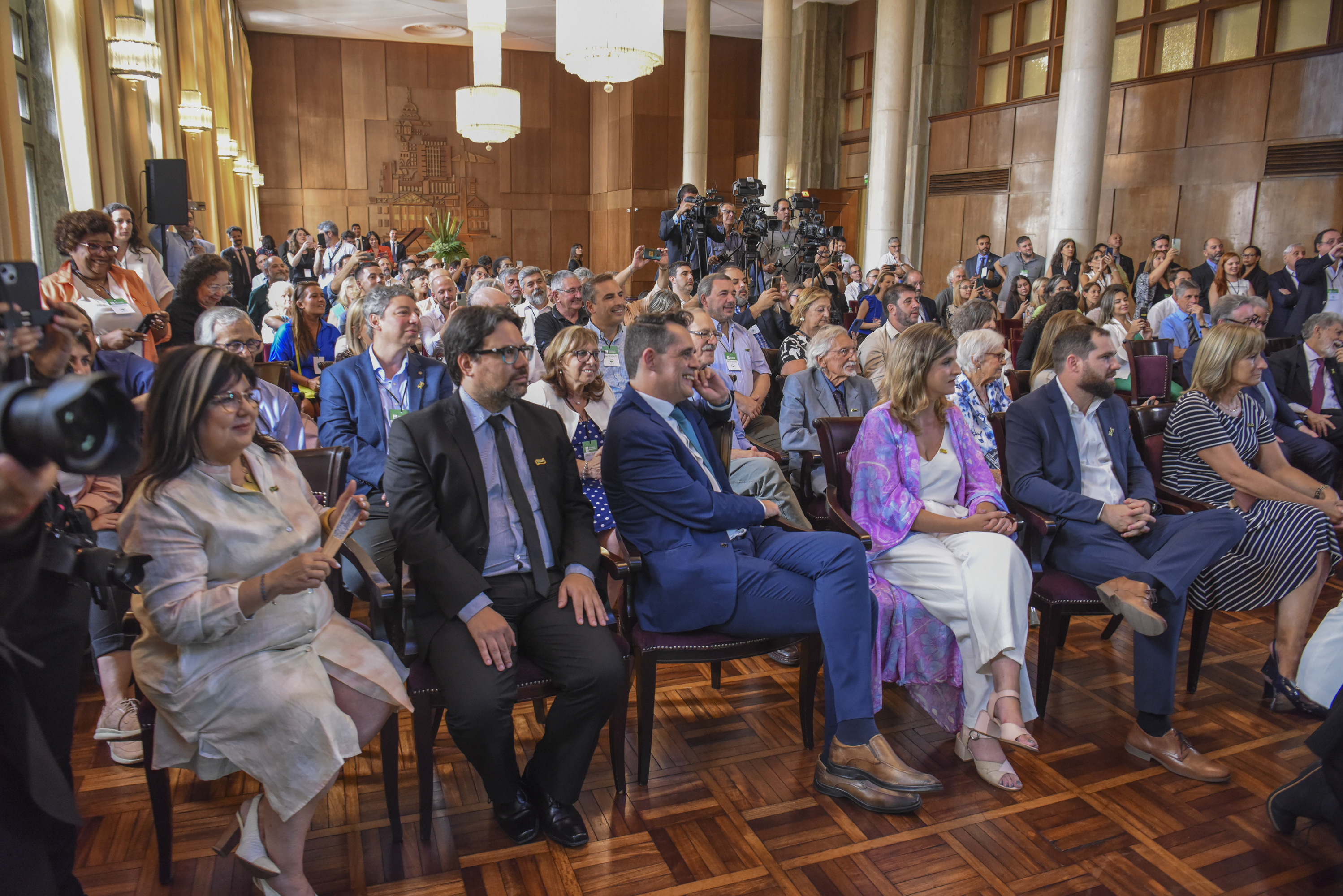
Vista del Salón Ernesto de los Campos

En el atrio del edificio se realizan exposiciones artísticas, artesanales así como variadas expresiones culturales. También cuenta con amplios salones para convenciones y sesiona allí, el Congreso Nacional de Intendentes, como también el Gabinete departamental en el salón de acuerdos.   
- Salón Azul
- Salón Rojo
- Salón Dorado
- Sala Ernesto de los Campos

## Mirador
En la cima, a casi ochenta metros de altura, cuenta con un amplio mirador panorámico de acceso gratuito con vista a toda la ciudad de Montevideo.

## En la cultura popular

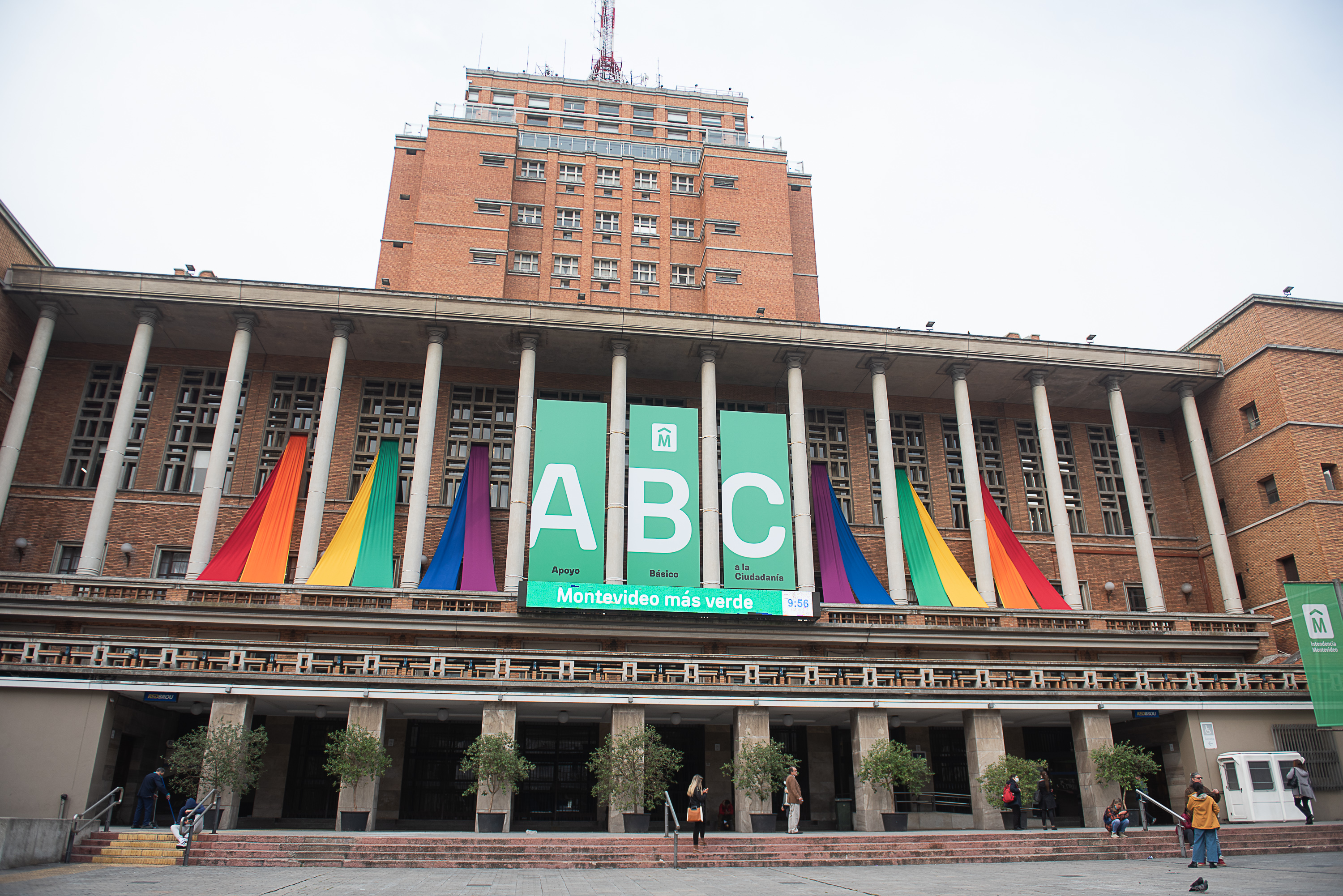
Palacio Municipal con motivo del mes de la diversidad.

El edificio además de ser la sede del gobierno departamental, en ocasiones ha sido un punto de encuentro de los montevideanos. Por el mismo han pasado diversas celebraciones, manifestaciones o actos que han tenido punto de reunión la explanada en la que se encuentra el edificio. 
En los días de encuentros deportivos de la selección uruguaya de fútbol, muchos montevideanos se congregan en la explanada para mirar los partidos por la pantalla del IMPO. En ocasiones y ante la conmemoración de determinadas fechas la fachada del edificio es iluminada.

## Galería
|             |
| Vista aérea |

|                                         |
| Balcón hacia la calle Santiago de Chile |

|                             |
| Sector sobre la calle Ejido |

|                             |
| Balcón hacía la calle Ejido |

|                         |
| Monumento Michelangelo. |